# Mikoyan-Gurevich I-222
Mikoyan-Gurevich I-222 là một máy bay chiến đấu thử nghiệm của Liên Xô trong chiến tranh thế giới II.

## Lịch sử
Chiếc máy bay đầu tiên của seri "A" được lắp máy nén khí tuabin ghép nối và cabin điều áp, có tên gọi là I-222 hay 3A, có động cơ loại Mikulin AM-39B-1 cung cấp công suất 1.750 hp. Vũ khí gồm có 2 pháo ShVAK 20 mm. Giống như I-220 có thân được làm băng gỗ, I-222 dùng thiết kế của Shchyerbakov, đây là một cabin chịu áp lực được hàn kín và được bơm đầy và điều hòa không khí bằng máy nén khí. Buồng lái theo tiêu chuẩn mới đầu tiên xuất hiện trong máy bay chiến đấu Xô Viết. Chuyến bay thử nghiệm bắt đầu vào 7 tháng 5-1944, nhưng dù đã có kế hoạch sản xuất hàng loạt seri "A" với số lượng lớn, cuộc chạy đua chiến tranh lúc đo không cho phép điều này. Những quyền ưu tiên dành cho chương trình bởi vậy cũng bị thay đổi, dù chương trình tiếp tục, nhưng mọi đề nghị sản xuất hàng loạt đều bị từ chối.

## Thông số kỹ thuật

### Đặc điểm riêng
- Phi đoàn: 1
- Chiều dài: 9,60 m
- Sải cánh: 11 m
- Chiều cao: 3,16 m
- Diện tích cánh: 20,38 m²
- Trọng lượng rỗng: 3.101 kg
- Trọng lượng cất cánh: 3.647 kg
- Động cơ: 1x Mikulin AM-39B-1 công suất 1.750 hp

### Hiệu suất bay
- Vận tốc cực đại: 697 km/h
- Tầm bay: 630 km
- Trần bay: 11.000 m

### Vũ khí
- 4x pháo ShVAK 20 mm

## Nội dung liên quan

### Máy bay có cùng sự phát triển
- Mikoyan-Gurevich MiG-3
- Mikoyan-Gurevich I-210
- Mikoyan-Gurevich I-220
- Mikoyan-Gurevich I-230

### Danh sách máy bay tiếp theo
MiG I-230 - MiG I-220 - MiG I-231 - MiG I-222 - MiG I-224 - MiG I-225